# Алеганіт
Алеганіт — помірно рідкісний мінерал групи гуміту з формулою Mn5(SiO4)2(OH)2, що належить до класу ортосилікатів. В основному його виникнення пов'язані з метаморфічними (метаморфізованими) родовищами марганцю.
Мінерал названий на честь округу Аллегені, штат Північна Кароліна, США.